# Dương Lệ Hoa
Dương Lệ Hoa (chữ Hán: 楊麗華; 561 – 609) là một Hoàng hậu của Bắc Chu Tuyên Đế Vũ Văn Uân, về sau là Lạc Bình công chúa (樂平公主) của nhà Tùy trong lịch sử Trung Quốc.

## Tiểu sử
Dương Lệ Hoa người Hoá Âm, quận Hoằng Nông, là trưởng nữ của Tùy Văn Đế Dương Kiên và Chính thất Độc Cô Già La.
Năm 573, Thái tử Vũ Văn Uân khi 14 tuổi kết hôn với Dương Lệ Hoa khi 12 tuổi, Dương Lệ Hoa trở thành Thái tử phi.
Mùa hè năm 578, Vũ Đế đột ngột lâm bệnh và qua đời. Thái tử Vũ Văn Uân lên ngôi, tức Bắc Chu Tuyên Đế. Tuyên Đế đã sách lập Dương Lệ Hoa làm Hoàng hậu. Bà hạ sinh Công chúa Vũ Văn Nga Anh.
Bắc Chu Tuyên Đế là một quân chủ thất thường và hoang phí. Mùa xuân năm 579, Tuyên Đế nhường ngôi cho con trai là Vũ Văn Xiển, tức Bắc Chu Tĩnh Đế. Tuyên Đế xưng làm Thiên Nguyên hoàng đế (天元皇帝), thay vì Thái thượng hoàng. Dương Lệ Hoa trở thành Thiên Nguyên hoàng hậu (天元皇后).
Tiêu biểu cho tính thất thường của Tuyên Đế, từ mùa hè đến mùa thu cùng năm đó, ông đã phong thêm 3 phi tần nữa làm Hoàng hậu với các phong hiệu khác nhau nhằm phân biệt với Dương Lệ Hoa gồm:
- Chu Mãn Nguyệt là Thiên Nguyên đế hậu (天元帝后);
- Nguyên Lạc Thượng trở thành Thiên Hữu hoàng hậu (天右皇后);
- Trần Nguyệt Nghi trở thành Thiên Tả hoàng hậu (天左皇后);

Tuy nhiên, Dương hoàng hậu vẫn là chính cung và được tôn kính nhất trong tất cả các hoàng hậu. Vào mùa xuân năm 580, Tuyên Đế đã phong thêm 1 hoàng hậu nữa là Uất Trì Sí Phồn làm Thiên Tả đại hoàng hậu (天左大皇后). Ông thêm chữ Đại (大) vào các phong hiệu hoàng hậu. Do đó, phong hiệu của Dương Lệ Hoa trở thành Thiên Nguyên đại hoàng hậu (天元大皇后)
Dương Lệ Hoa là hoàng hậu nhu mì và không ghen tuông. Bà luôn đối xử tốt, tôn trọng 4 hoàng hậu còn lại và các phi tần khác. Trong Khi Tuyên Đế ngày càng trở nên thất thường và bạo lực. Trong một lần, Tuyên Đế bất hòa với Dương Lệ Hoa và muốn xử tử, mẹ bà là Độc Cô Già La đích thân vào cung khuyên ngăn, cuối cùng Tuyên Đế chấp nhận bỏ lệnh này.

## Hoàng thái hậu
Mùa hè năm 580, Tuyên Đế lâm bệnh và qua đời. Triều chính nhanh chóng rơi vào tay cha bà, Tùy quốc công Dương Kiên nhiếp chính. Bà được tôn thành Hoàng thái hậu dưới triều đại kế tiếp là Bắc Chu Tĩnh Đế.
Dương Thái hậu ban đầu hạnh phúc khi cha bà giành quyền nhiếp chính, nhưng dần dần lo sợ và không hài lòng khi biết mưu đồ soán ngôi của cha mình, mặc dù bà không hề ngăn chặn cha.
Khoảng tết năm 581, Dương Kiên đã buộc Tĩnh Đế phong cho mình làm Tùy vương (隋王) và ban cửu tích cho mình. Hai tháng sau đó, Dương Kiên buộc Tĩnh Đế phải nhường ngôi cho mình, chấm dứt triều Bắc Chu và khởi đầu triều Tùy, trở thành Tùy Văn Đế. Hoàng tộc Bắc Chu họ Vũ Văn đều bị thảm sát. Các vị Hoàng hậu còn lại của Tuyên Đế đều xuất gia tu hành.

## Lạc Bình công chúa
Năm 586, Văn Đế phong cho Dương Lệ Hoa làm Lạc Bình công chúa (樂平公主). Tuy nhiên, bực bội trước việc soán ngôi của cha, bà thường bày tỏ sự giận dữ và nỗi đau của mình. Văn Đế đã cố gắng khuyên bà tái hôn, nhưng bà từ chối.
Sau đó, con gái Dương Lệ Hoa là Vũ Văn Nga Anh kết hôn với Lý Mẫn (李敏), con trai tướng Lý Sùng (李崇) đã chết trong lúc chiến đấu với Đột Quyết. Tùy Văn Đế định phong cho Lý Mẫn một chức tước bậc trung nhưng Dương Lệ Hoa bảo con rể mình đề nghị được phong chức Trụ quốc (柱國, địa vị cao thứ 2). Nhưng Văn Đế bảo là muốn phong chức Y Thông (địa vị cao thứ 4), Lý Mẫn im lặng. Văn Đế tiếp tục đổi ý muốn phong chức Khai Phủ (開府, địa vị cao thứ 3), Lý Mẫn vẫn im lặng. Cuối cùng Văn Đế mở kim khẩu: "Công chúa đã có công lao lớn với trẫm. Trẫm làm sao có thể bạc đãi với hoàng tế của công chúa được. Trẫm sẽ phong khanh làm Trụ quốc". Lý Mẫn cúi đầu, đáp tạ thánh ân.
Năm 604, Tùy Văn Đế băng hà, Tấn vương Dương Quảng nối ngôi, tức Tùy Dạng Đế. Lạc Bình công chúa thường đi tuần du cùng hoàng đệ. Trong một dịp, xảy ra mâu thuẫn giữa Tùy Dạng Đế và Thái tử Dương Chiêu. Khi Dương Lệ Hoa giới thiệu một cô gái đẹp họ Lưu cho Thái tử cưới, Dạng Đế cũng thích cô gái này nhưng Thái tử đã thành thân Lưu thị do sự sắp xếp của Dương Lệ Hoa. Điều này làm cho Tùy Dạng Đế bắt đầu bất hòa với hoàng tỷ của mình.
Năm 609, khi cùng với hoàng đệ tuần du Trương Dịch. Lạc Bình công chúa lâm bệnh. Bà trăn trối với Tùy Dạng Đế chuyển phong ấp của mình (lớn gấp 5 lần phong ấp của công tước) cho con rể Lý Mẫn. Vì bà lo cho con gái mình nên muốn chuyển tài sản phong ấp cho con rể. Dạng Đế đồng ý và đã thi hành sau khi hoàng tỷ Dương Lệ Hoa qua đời.
Tuy nhiên, đến năm 615, trong nước xuất hiện lời sấm truyền Lý thị đương vương. Tùy Dạng Đế lo sợ, nghi ngờ Quảng Tông quốc công Lý Mẫn, con rể Lạc Bình công chúa Dương Lệ Hoa chị mình, bèn mượn tay Vũ Văn Nga Anh, con gái Dương Lệ Hoa và là vợ Lý Mẫn, tố cáo Lý Mẫn làm phản, sau đó hạ lệnh giết chết cả nhà Lý Mẫn. Mấy tháng sau, ông sai bỏ thuốc độc hại chết Vũ Văn Nga Anh.

## Phim ảnh
| Năm  | Phim ảnh        | Diễn viên  | Nhân vật     |
| 2018 | Độc Cô thiên hạ | Cao Tư Văn | Dương Lệ Hoa |